# Saint-Lumine-de-Coutais
Saint-Lumine-de-Coutais (bretonisch: Sant-Leven-ar-C'hoad) ist eine französische Gemeinde mit 2.390 Einwohnern (Stand: 1. Januar 2022) im Département Loire-Atlantique in der Region Pays de la Loire. Die Gemeinde gehört zum Arrondissement Nantes und zum Kanton Saint-Philbert-de-Grand-Lieu. Die Einwohner werden Luminois und Luminoises genannt.

## Lage
Saint-Lumine-de-Coutais liegt etwa 22 Kilometer südwestlich von Nantes unterhalb des Lac de Grand-Lieu in der Landschaft Pays de Retz. Umgeben wird Saint-Lumine-de-Coutais von den Nachbargemeinden Saint-Philbert-de-Grand-Lieu im Norden und Osten, Machecoul-Saint-Même im Süden sowie Saint-Mars-de-Coutais im Westen und Nordwesten.
Die Gemeinde liegt im Weinbaugebiet Gros Plant du Pays Nantais, hier wird der Muscadet, insbesondere der Muscadet-Côtes de Grandlieu, produziert.

## Bevölkerungsentwicklung
| Jahr      | 1962 | 1968 | 1975 | 1982 | 1990 | 1999 | 2006 | 2017 |
| Einwohner | 932  | 954  | 1015 | 1080 | 1175 | 1333 | 1742 | 2162 |

## Sehenswürdigkeiten
- Kirche Saint-Léobin, 1888 bis 1901 erbaut
- Kapelle Notre-Dame-de-Châtellier aus dem 16. Jahrhundert
- Priorei Saint-Symphorien aus dem Jahre 1434
- Pfarrhaus aus dem 18. Jahrhundert
- Windmühle Ebaupin
- Erinnerungsmühle an den Aufstand der Vendée von 1793 bis 1796

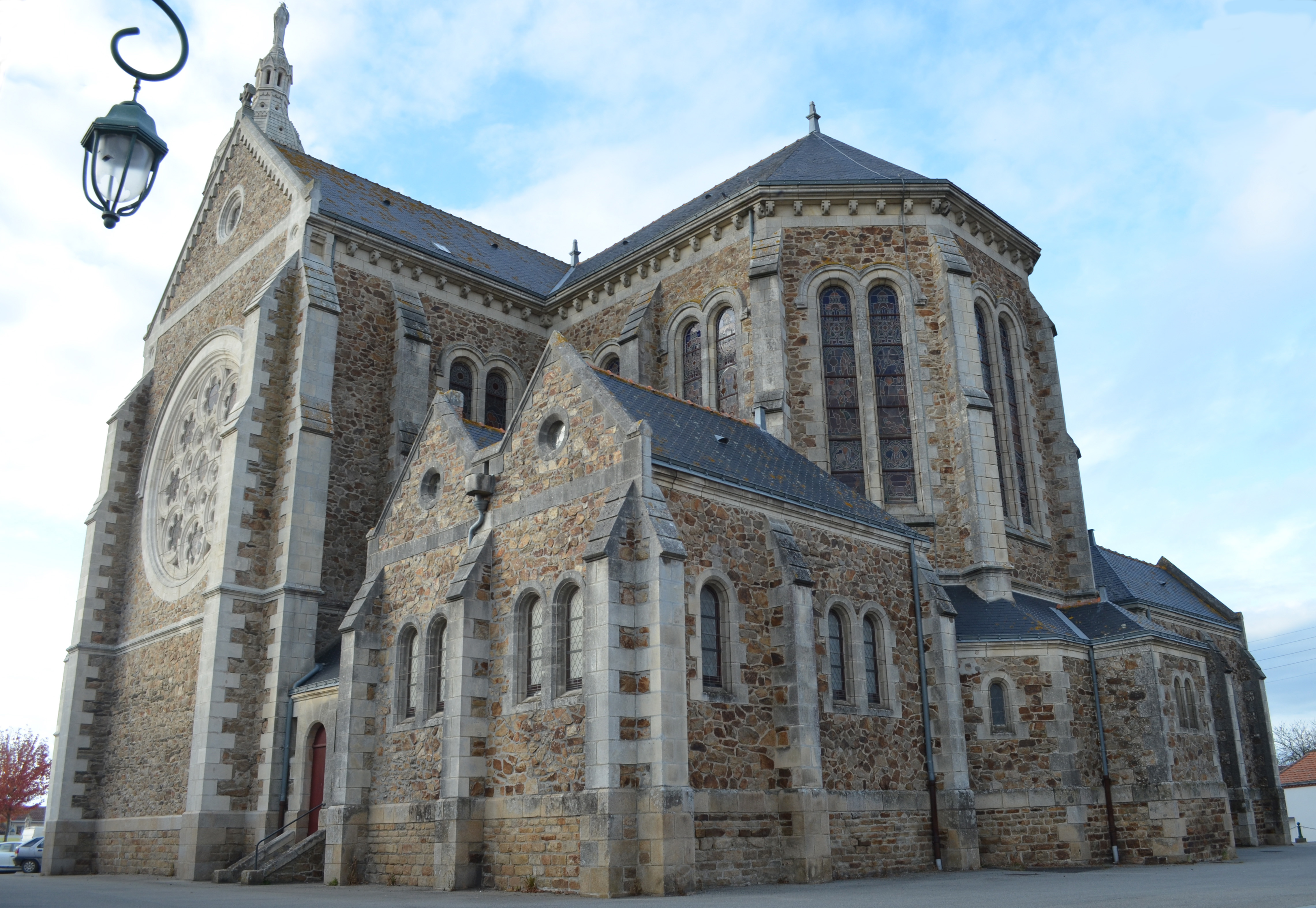
Kirche Saint-Léobin